# What Once Was... Liber II
What Once Was... Liber II er en ep af det franske black metal-band Blut aus Nord, udgivet i juli 2012. Det er den anden ep i What Once Was... Liber-trilogien.

## Spor
Albummet har ingen officiel sporliste
1. "I" - 14:26
2. "II" - 14:28

## Fodnoter
1. ↑  Der findes ingen officiel nummerering eller inddeling af ep'ens spor. Den oprindelige vinyludgivelse havde kun to spor - et på hver side.